# Хонда, Такуя
Такуя Хонда (яп. 本田 拓也 Хонда Такуя, род. 17 апреля 1985, Сагамихара, Канагава) — японский футболист, выступающий во втором дивизионе Джей-лиги за клуб «Гифу».

## Карьера
После окончания университета Хосэй в 2008 году подписал контракт с «Симидзу С-Палс». Был в составе олимпийской сборной Японии на Олимпиаде в Пекине.
Дебютировал за национальную сборную 17 января 2011 года в матче третьего тура группового этапа Кубка Азии против сборной Саудовской Аравии, выйдя на замену в концовке матча вместо Ясухито Эндо. Также вышел на замену в полуфинальном матче. Вместе с командой стал победителем турнира. После него в сборную больше не вызывался.
20 января 2011 года подписал контракт с клубом «Касима Антлерс». Дважды выиграл с клубом чемпионат Японии, но за два с половиной года не смог закрепиться в основном составе и в июле 2013 года вернулся в «Симидзу С-Палс». Там отыграл три с половиной сезона, остался в команде и после вылета из Джей-лиги в 2016 году.
В 2017 году перешёл в «Монтедио Ямагата», также играющий во втором дивизионе Джей-лиги.